# 継芥記
継芥記（けいかいき）は、戦国時代から江戸時代初期の公家中院通勝の日記。『通勝卿記』『中院通勝記』『也足院入道記』などの別名がある。

## 概要
現存しているのは永禄8年（1565年）・元亀元年（1570年）・天正6年（1578年）・同7年（1579年）の4年分で、元亀元年（4月から5月19日まで）・天正7年（1月・2月）は一部のみでかつ江戸時代の水野忠央による写本を『続々類書郡従』に採録したものである。一方、永禄8年と天正6年のものは自筆本とされ、ともに京都大学に所蔵されている。
残存部分は少ないものの、宮廷の動向、特に通勝も得意とした笛などの宮中音楽の様子が詳しく描かれている。また、織田信長の金ヶ崎の戦い前後の動向や自身の歌道・古典の師である三条西実枝の死去などの記事について詳しい。